# Butyny
Butyny – wieś w rejonie szeptyckim obwodu lwowskiego, założona w 1600 r. W II Rzeczypospolitej miejscowość była siedzibą gminy wiejskiej Butyny. Miejscowość liczy 1537 mieszkańców.
Do 2024 w rejonie czerwonogrodzkim.
Wieś starostwa mostowskiego, położona była w XVIII wieku w województwie bełskim. 
W II Rzeczypospolitej wieś w powiecie żółkiewskim województwa lwowskiego. W latach 1943–1947 nacjonaliści ukraińscy z OUN-UPA zamordowali tutaj 15 Polaków.

## Ludzie
- Kornyło Ustyjanowycz[3]